# Sternycha paupera
Sternycha paupera är en skalbaggsart som först beskrevs av Bates 1885.  Sternycha paupera ingår i släktet Sternycha och familjen långhorningar.
Artens utbredningsområde är Belize. Inga underarter finns listade i Catalogue of Life.